# Journal of Dairy Research
Journal of Dairy Research is een internationaal, aan collegiale toetsing onderworpen wetenschappelijk tijdschrift op het gebied van de
melkveehouderij.
De naam wordt in literatuurverwijzingen meestal afgekort tot J. Dairy Res.
Het wordt uitgegeven door Cambridge University Press en verschijnt 4 keer per jaar.